# Arkamu-Gibillo-Arrastaria
Arkamu-Gibillo-Arrastaria este o arie protejată (arie specială de conservare — SAC, sit de importanță comunitară — SCI) din Spania întinsă pe o suprafață de 11.649,07 ha, integral pe uscat.

## Localizare
Centrul sitului Arkamu-Gibillo-Arrastaria este situat la coordonatele 42°54′24″N 2°58′24″W / 42.9068°N 2.9733°V.

## Înființare
Situl Arkamu-Gibillo-Arrastaria a fost declarat sit de importanță comunitară în noiembrie 2000 pentru a proteja 1 specie de plante și 60 de specii de animale. Situl a fost protejat și ca arie specială de conservare în ianuarie 2016.

## Biodiversitate
Situată în ecoregiunile atlantică și mediteraneană, aria protejată conține 24 de habitate naturale: Fânețe de joasă altitudine (Alopecurus pratensis, Sanguisorba officinalis), Pante stâncoase silicioase cu vegetație casmofită, Galerii de Salix alba și de Populus alba, Păduri de fag acidofile atlantice, cu subarboret de Ilex și, uneori, de asemenea, Taxus, la nivelul arbuștilor (Quercion robori-petraeae sau Ilici-Fagenion), Păduri de fag din Europa Centrală dezvoltate pe sol calcaros cu Cephalanthero-Fagion, Pajiști uscate seminaturale și facies de acoperire cu tufișuri pe substraturi calcaroase (Festuco-Brometalia) (* situri importante pentru orhidee), Păduri de Quercus ilex și Quercus rotundifolia, Lande oro-mediteraneene cu formațiuni endemice de grozamă, Păduri de stejar galițio-portugheze cu Quercus robur și Quercus pyrenaica, Pante stâncoase calcaroase cu vegetație casmofită, Râuri de munte și vegetația lor lemnoasă cu Salix elaeagnos, Pajiști uscate seminaturale și facies de acoperire cu tufișuri pe substraturi calcaroase (Festuco-Brometalia) (* situri importante pentru orhidee), Izvoare petrifiante cu formare de travertin (Cratoneurion), Pajiști uscate europene, Păduri aluvionare cu Alnus glutinosa și Fraxinus excelsior (Alno-Padion, Alnion incanae, Salicion albae), Peșteri inaccesibile publicului, Păduri iberice de Quercus faginea și Quercus canariensis, Pajiști umede mediteraneene cu ierburi înalte de Molinio-Holoschoenion, Pseudostepă cu ierburi și specii anuale de Thero-Brachypodietea, Grohotișuri termofile și vest-mediteraneene, Păduri pe pante, grohotișuri și ravene de Tilio-Acerion, Păduri de stejar sau de stejar și carpen sub-atlantice și medio-europene de Carpinion betuli, Formațiuni ierboase bogate în specii de Nardus, dezvoltate pe substraturi silicioase în zone montane (și în zone submontane, în Europa continentală), Pajiști alpine și subalpine calcaroase.
La baza desemnării sitului se află mai multe specii protejate:
- plante (1): Narcissus asturiensis
- păsări (49): uliu porumbar (Accipiter gentilis), uliu păsărar (Accipiter nisus), fâsă-de-câmp (Anthus campestris), fâsă de pădure (Anthus spinoletta), acvilă de munte (Aquila chrysaetos), Aquila fasciata, buha (Bubo bubo), șorecarul comun (Buteo buteo), caprimulg (Caprimulgus europaeus), scatiu (Carduelis spinus), mierla de apă (Cinclus cinclus), șerpar (Circaetus gallicus), erete vânăt (Circus cyaneus), botgros (Coccothraustes coccothraustes), porumbel gulerat (Columba palumbus), ciocănitoare neagră (Dryocopus martius), șoim călător (Falco peregrinus), șoimul rândunelelor (Falco subbuteo), vânturel roșu (Falco tinnunculus), muscar negru (Ficedula hypoleuca), cinteză (Fringilla coelebs), zăgan (Gypaetus barbatus), vulturul pleșuv sur (Gyps fulvus), acvilă pitică (Hieraaetus pennatus), capîntortură (Jynx torquilla), sfrâncioc roșiatic (Lanius collurio), ciocârlie de pădure (Lullula arborea), gaia neagră (Milvus migrans), gaia roșie (Milvus milvus), mierlă de piatră (Monticola saxatilis), codobatura galbenă (Motacilla flava), muscar sur (Muscicapa striata), vultur egiptean (Neophron percnopterus), culic mare (Numenius arquata), pietrar sur (Oenanthe oenanthe), ciuf-pitic (Otus scops), viespar (Pernis apivorus), codroșul de pădure (Phoenicurus phoenicurus), pitulice-fluierătoare (Phylloscopus trochilus), Prunella collaris, Pyrrhocorax pyrrhocorax, lăstun de mal (Riparia riparia), mărăcinar (Saxicola rubetra), mărăcinar negru (Saxicola torquatus), sitar de pădure (Scolopax rusticola), silvie de tufiș (Sylvia undata), fluturașul de stâncă (Tichodroma muraria), sturzul viilor (Turdus iliacus), mierlă gulerată (Turdus torquatus)
- mamifere (6): liliac cârn (Barbastella barbastellus), liliac cu aripi lungi (Miniopterus schreibersii), liliac cărămiziu (Myotis emarginatus), liliac comun (Myotis myotis), liliacul mare cu potcoavă (Rhinolophus ferrumequinum), liliacul mic cu potcoavă (Rhinolophus hipposideros)
- nevertebrate (5): croitorul mare al stejarului (Cerambyx cerdo), fluturele auriu (Euphydryas aurinia), Euplagia quadripunctaria, rădașcă (Lucanus cervus), Rosalia alpina

Pe lângă speciile protejate, pe teritoriul sitului au mai fost identificate 3 specii de plante, 14 specii de păsări, 1 specie de amfibieni, 10 specii de mamifere, 2 specii de reptile.